# Lobsang Tenzin Palsangpo
Lobsang Tenzin Palsangpo (tibétain : བློ་བཟང་བསྟན་འཛིན་དཔལ་བཟང་པོ, Wylie : blo bzang bstan 'dzin dpal bzang po), né en 1934 à Lhatsé au Tibet, est un lama tibétain de l'école gélugpa, et le 104e ganden tripa.

## Biographie
Lobsang Tenzin Palsangpo est né au Tibet en 1934. Il est ordonné moine à l'âge de sept ans. Après l'exil du 14e dalaï-lama en 1959, il entre au monastère de Séra Jé où il fut inscrit à Tsangpa Khangtsen à l'âge de dix-sept ans. Il y retrouve Guéshé Lobsang Tengyé également originaire de Lhatsé
À la suite d'une étude rigoureuse des philosophies bouddhistes, il a obtenu la plus haute distinction de guéshé lharampa en 1979 après des examens de débat auxquels ont assisté le dalaï-lama et d'autres érudits bouddhistes de haut niveau.
Il rejoint à l'université tantrique de Gyume, où il devient, deux ans plus tard, maître de discipline. Il y a également étudié les enseignements ésotériques du mahayana.
En 1985, le dalaï-lama l'a nommé abbé de l'université tantrique de Gyume, fonction qu'il assure pendant 6 ans.
Il enseigne en Inde et en Occident et est le directeur spirituel du centre Do Ngak Kunphen Ling Tibetan Buddhist Center for Universal Peace (en) en Amérique du Nord.
Le dalaï-lama a nommé Jangtse Choejey Kyabje Jetsun Lobsang Tenzin Palsangpo 104e ganden tripa, le chef de l'école Gelug du bouddhisme tibétain, selon les informations reçues d'Atruk Tseten et Gowo Lobsang Phendey, membres du Parlement tibétain représentant, l'école guéloug. La nomination a été annoncée par une lettre officielle datée du 24 juin 2017.
Cette nomination a été  rendue nécessaire par le décès soudain du 103e ganden tripa Jetsun Lobsang Tenzin (en) Rinpoché, décédé le 21 avril 2017 avant d'avoir terminé son mandat de sept ans.
Bien que la nomination de ganden tripa soit automatique, elle est généralement confirmée par le dalaï-lama.